# Miasto bez Żydów (powieść)
Miasto bez Żydów (niem. Die Stadt ohne Juden) – powieść społeczno-polityczna austriackiego pisarza Hugona Bettauera, napisana w 1922 roku.

## Opis fabuły
Akcja powieści dzieje się w Wiedniu współczesnym czasom pisarza. Rząd obwinia Żydów o wywołanie kryzysu gospodarczego i nakazuje przymusowe wysiedlenia wszystkich obywateli narodowości żydowskiej, w tym zasymilowanych i pochodzących z mieszanych małżeństw. Po wypędzeniu ludność Wiednia świętuje, jednak szybko kryzys gospodarczy pogłębia się i rząd zostaje zmuszony do ponownego przyjęcia Żydów.

## Tło
Powieść była pierwszym dziełem literackim o wyraźnie antynazistowskim i antyrasistowskim wydźwięku, dzięki czemu zdobyła sobie dużą popularność i sprzedała się w nakładzie 250 tys. egzemplarzy. Ekranizację książki zrealizował w 1924 r. reżyser Hans Karl Breslauer, który jednak złagodził jej wydźwięk, zastępując Austrię fikcyjną Utopią. Powieść spotkała się z negatywną reakcją sympatyków partii nazistowskiej, a kilka miesięcy po premierze filmu Bettauer zginął z rąk nazisty Ottona Rothstocka w swoim biurze.